# Mącice

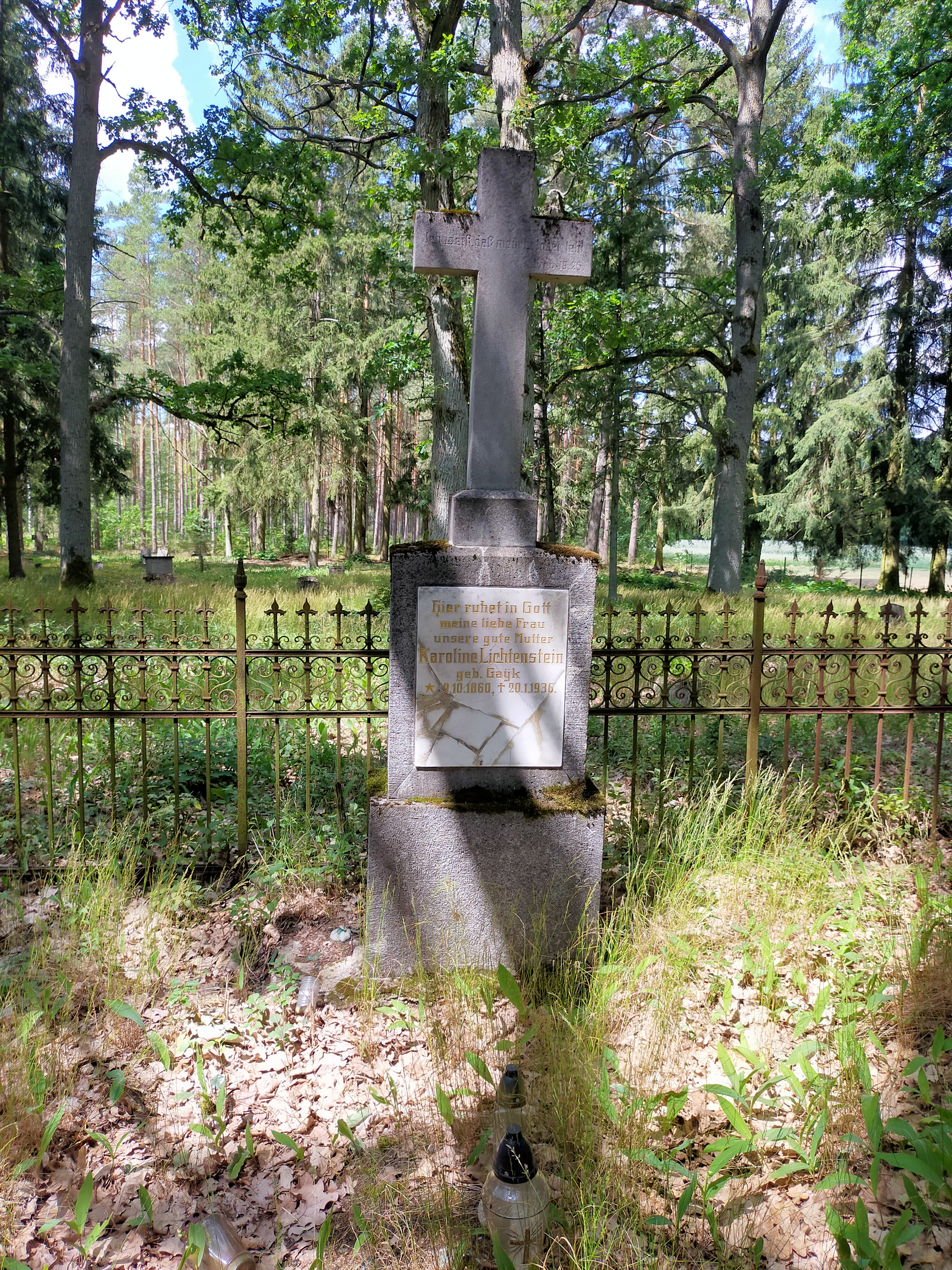
Nagrobek ewangelicki

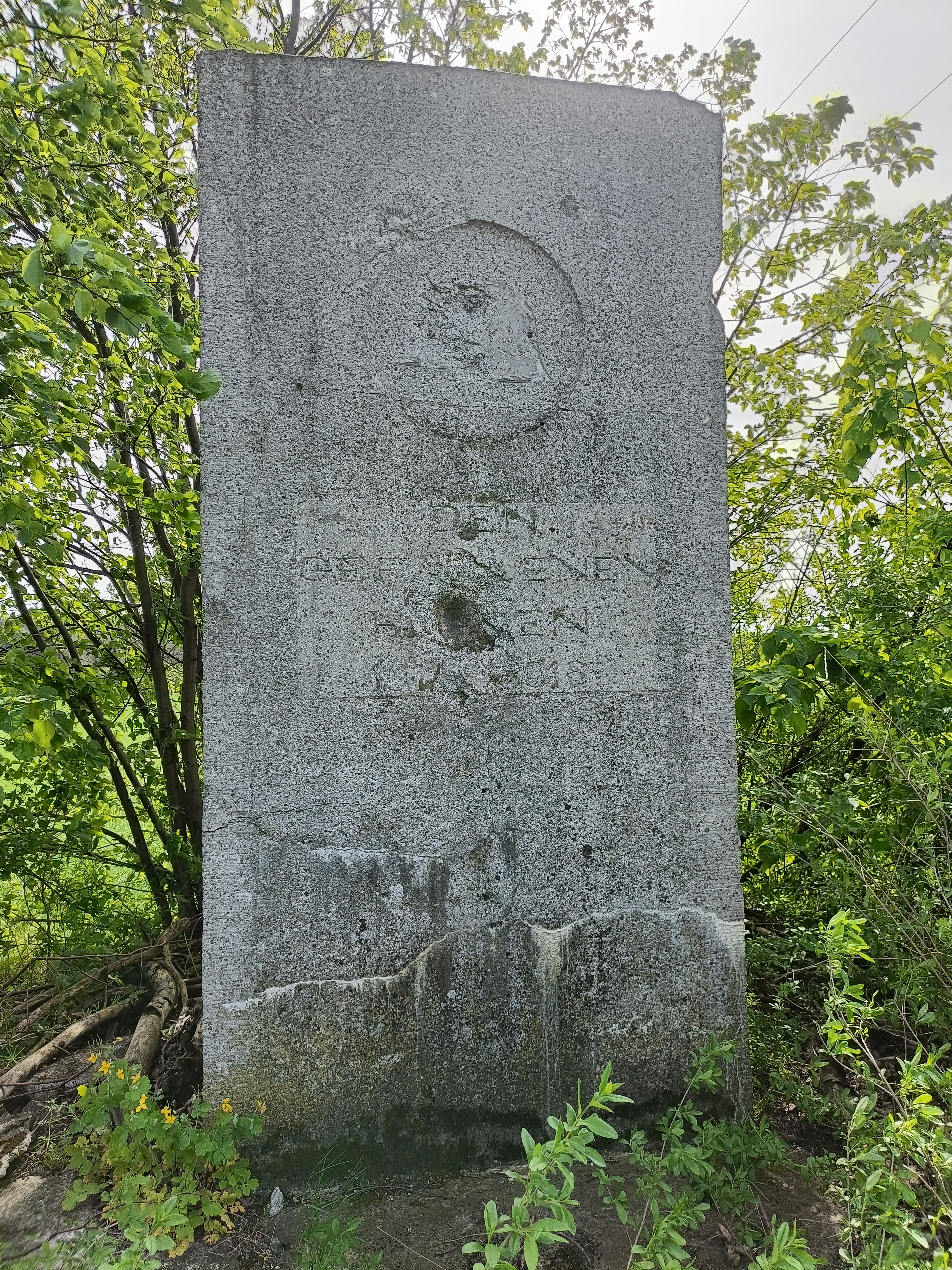
Pomnik żołnierza niemieckiego z I wojny światowej

Mącice (niem. Montwitz) – wieś sołecka w Polsce położona w województwie mazowieckim, w powiecie przasnyskim, w gminie Chorzele.
W latach 1975–1998 miejscowość administracyjnie należała do województwa ostrołęckiego.
Wierni Kościoła rzymskokatolickiego należą do parafii św. Wawrzyńca w Zarębach.